# Corina Morariu
Corina Marie Morariu (Detroit, Michigan, 1978. január 26.–) román származású, párosban világelső és négyszeres junior, valamint kétszeres felnőtt Grand Slam-tornagyőztes amerikai teniszezőnő.
1994–2007 közötti pályafutása során egy egyéni és tizenhárom páros WTA-tornát nyert meg, mellett öt egyéni és kilenc páros ITF-tornán végzett az első helyen. Legjobb egyéni világranglista-helyezése huszonkilencedik volt, ezt 1998 augusztusában érte el, míg 2000 április–június között összesen hét héten át vezette a páros versenyzők világranglistáját.
A Grand Slam-tornákon juniorként a lányok páros versenyén 1994-ben és 1995-ben győzött az Australian Openen, 1995-ben még a Roland Garroson és a US Openen is az első helyen végzett. A karrier Grand Slamhez Wimbledon hiányzott neki, ahol "csak" a döntőig jutott 1994-ben. Felnőttként a legjobb eredménye egyéniben a 3. kör, amelyet 1998-ban és 1999-ben Wimbledonban ért el. Párosban Lindsay Davenport partnereként megnyerte az 1999-es wimbledoni tornát. Vegyes párosban 2001-ben az Australian Openen szerezte meg a trófeát. 1999-ben párosban az elődöntőig jutott a WTA évvégi világbajnokságán.
2001-ben leukémiát diagnosztizáltak nála, és kemoterápiás kezelést kapott. Felgyógyulása után folytatta pályafutását, és 2003-ban a WTA "Az év visszatérője" díjat adományozta neki. Visszatérése után 2005-ben még döntőt játszott párosban az Australian Openen. 2007-es visszavonulását követően a Tennis Channel kommentátoraként kezdett dolgozni.

## Junior Grand Slam-döntői

### Páros

#### Győzelmek (4)
| Év   | Bajnokság       | Borítás | Partner           | Ellenfél                           | Eredmény      |
| ---- | --------------- | ------- | ----------------- | ---------------------------------- | ------------- |
| 1994 | Australian Open | Kemény  | Ludmila Varmužová | Yvette Basting Alexandra Schneider | 7–5, 2–6, 7–5 |
| 1995 | Australian Open | Kemény  | Ludmila Varmužová | Saori Obata Nami Urabe             | 6–1, 6–2      |
| 1995 | Roland Garros   | Salak   | Ludmila Varmužová | Alice Canepa Giulia Casoni         | 7–6, 7–5      |
| 1995 | US Open         | Kemény  | Ludmila Varmužová | Anna Kurnyikova Aleksandra Olsza   | 6–3, 6–3      |

#### Elveszített döntők (1)
| Év   | Bajnokság | Borítás | Partner           | Ellenfél                       | Eredmény |
| ---- | --------- | ------- | ----------------- | ------------------------------ | -------- |
| 1994 | Wimbledon | Fű      | Ludmila Varmužová | Nannie de Villiers Lizzy Jelfs | 3–6, 4–6 |

## Grand Slam-döntői

### Páros

#### Győzelmei (1)
| Év   | Bajnokság | Borítás | Partner           | Ellenfél                          | Eredmény |
| ---- | --------- | ------- | ----------------- | --------------------------------- | -------- |
| 1999 | Wimbledon | Fű      | Lindsay Davenport | Mariaan de Swardt Olena Tatarkova | 6–4, 6–4 |

#### Elveszített döntők (2)
| Év   | Bajnokság       | Borítás | Partner           | Ellenfél                          | Eredmény      |
| ---- | --------------- | ------- | ----------------- | --------------------------------- | ------------- |
| 2001 | Australian Open | Kemény  | Lindsay Davenport | Serena Williams Venus Williams    | 2–6, 6–4, 4–6 |
| 2005 | Australian Open | Kemény  | Lindsay Davenport | Szvetlana Kuznyecova Alicia Molik | 3–6, 4–6      |

### Vegyes páros

#### Győzelmei (1)
| Év   | Bajnokság       | Borítás | Partner        | Ellenfél                    | Eredmény |
| ---- | --------------- | ------- | -------------- | --------------------------- | -------- |
| 2001 | Australian Open | Kemény  | Ellis Ferreira | Barbara Schett Joshua Eagle | 6–1, 6–3 |

## Év végi világranglista-helyezései
| Év     | 1994 | 1995 | 1996 | 1997 | 1998 | 1999 | 2000 | 2001 | 2002 | 2003 | 2004 | 2005 | 2006 | 2007 |
| Egyéni | 622. | 246. | 122. | 60.  | 31.  | 37.  | 52.  | 168. | 400. | 254. | –    | –    | –    | –    |
| Páros  | 458. | 187. | 81.  | 66.  | 49.  | 6.   | 14.  | 57.  | 78.  | 156. | 24.  | 15.  | 34.  | 76.  |